# James Laurence Laughlin

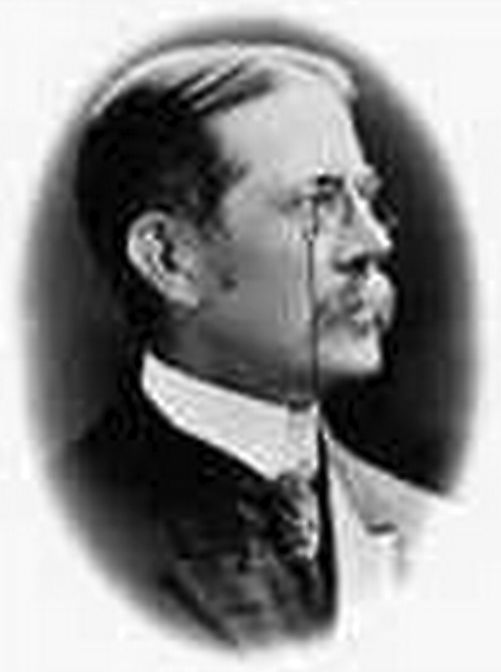

James Laurence Laughlin (2 de abril de 1850 - 28 de novembro de 1933) foi economista americano e professor da Universidade de Harvard, Cornell University e Universidade de Chicago, que ajudou a fundar o Federal Reserve System e foi "um dos mais defensores ardentes do padrão ouro".

## Vida e trabalho
Nascido em Deerfield, Ohio, Laughlin recebeu seu PhD da Universidade de Harvard. Sua tese era sobre "Procedimento jurídico anglo-saxão " e foi supervisionada por Henry Adams. Conservador, ele geralmente subscreveu as teorias econômicas de John Stuart Mill e se opôs ao bimetalismo.
Laughlin lecionou na Universidade de Harvard em Boston por cinco anos, na Universidade de Cornell por dois anos e depois se tornou o chefe de departamento do novo departamento de economia da Universidade de Chicago de 1892 a 1916. Notavelmente, ele nomeou muitos economistas com quem discordava avidamente, como Thorstein Veblen, para altos cargos na universidade.
Laughlin foi membro da Comissão Monetária de Indianápolis, organizada em 1897, e preparou seu relatório, um dos documentos importantes na história da reforma bancária e monetária americana. A eleição presidencial de 1896 e a turbulência econômica em torno dela estimularam a redação do relatório de 600 páginas. Este relatório defendia a manutenção de uma abordagem descentralizada do sistema bancário, uma abordagem que propunha que os bancos emitissem suas próprias notas lastreadas em empréstimos a fábricas, comerciantes e agricultores. Dessa forma, a quantidade de moeda em circulação seria expandida ou contratada automaticamente com as empresas, em contraste com o sistema então existente, onde as notas eram emitidas com base na aquisição de títulos do governo. Essa teoria das contas reais estava alinhada com a aversão ao banco centralizado da época e é considerada ingênua do ponto de vista moderno.
Em 1906, Laughlin deu palestras, a convite, em Berlim e, em 1909, atuou como delegado no Congresso Científico Pan-Americano de Santiago, Chile. De 1911 a 1913, foi presidente do Comitê Executivo da Liga Nacional de Cidadãos para a Promoção de um Sistema Bancário Sadio. Sob sua liderança, a liga promoveu uma reforma bancária nos Estados Unidos.
Além de ensinar, ele editou o Journal of Political Economy de 1892 a 1933, mas recusou-se a tornar-se membro da Associação Econômica Americana por causa de diferenças na filosofia. Ele aconselhou vários governos estaduais e nacionais em questões econômicas, incluindo a revisão do sistema monetário de Santo Domingo. Ele preparou um resumo da Economia Política de John Stuart Mill (1884) e escreveu muitos livros importantes sobre macroeconomia e política monetária.

## Recepção
Um dos estudantes de Laughlin na Universidade de Chicago foi o economista americano Wesley Clair Mitchell (1874–1948), que lembrou:
 O sucesso indubitável do professor Laughlin como professor intrigou muitos que não passaram pela sala de aula. Ele não era um pensador original de grande poder. Ele não enriqueceu a economia. Ele nem se manteve a par dos desenvolvimentos atuais na teoria econômica . Ele tinha uma mente limpa e arrumada, que mantinha em perfeita ordem, admitindo nada que não se harmonizasse com o mobiliário instalado na década de 1880. No entanto, ele sustentou que o objetivo de um professor deveria ser "a aquisição de poder e métodos de trabalho independentes, em vez de crenças específicas. 
Segundo Milton Friedman (1987), o trabalho acadêmico de Laughlin "era quase inteiramente no campo do dinheiro e do setor bancário ". Friedman resumiu:
 Muito disso, principalmente sua História do Bimetalismo nos Estados Unidos (1885), consistia em uma apresentação minuciosa e extremamente cuidadosa de evidências históricas sobre o desenvolvimento das instituições monetárias e monetárias. Mas Laughlin também escreveu extensivamente sobre a teoria monetária e bancária e sobre propostas de reforma monetária. Seu trabalho sobre esses tópicos foi marcado por uma oposição dogmática e rígida à teoria quantitativa do dinheiro, uma oposição que se desenvolveu a partir de suas atividades públicas em oposição ao movimento da prata livre. Os proponentes da prata livre usavam uma forma bruta da teoria da quantidade para sustentar sua posição, o que bastava para tornar a teoria anátema para Laughlin. 
 E além disso: 
 O ataque de Laughlin à teoria da quantidade teve muito em comum com as recentes teorias da inflação sobre empurrões de custos ou choques estruturais ou de oferta, ao enfatizar o papel de fatores que afetam bens e serviços específicos, em vez de influências monetárias gerais. Então, como agora, essas teorias corriam contra a grande corrente de análise monetária, como exemplificado no tempo de Laughlin pelo trabalho de Irving Fisher . Como resultado, seus escritos sobre teoria não tiveram influência duradoura no pensamento econômico. 

## Publicação selecionada
- The Study of Political Economy (1885)
- History of Bimetallism in the United States (1886)
- Elements of Political Economy (1887; revised edition, 1902, 1915)
- Facts about Money (1895)
- Credit (1902)
- Principles of Money (1903)
- Reciprocity (1903), with H. P. Willis
- Lectures on Commerce (1904)
- Industrial America (1906)
- Latter Day Problems (1909)
- Banking Reform (1912)
- Money and Prices (1919)
- Banking Progress (1920)
- The Federal Reserve Act: Its Origin and Problems (1933)